# Chotín
Chotín es un municipio del distrito de Komárno en la región de Nitra, Eslovaquia, con una población estimada a final del año 2024 de 1385 habitantes.
Se encuentra ubicado al suroeste de la región, cerca de los ríos Danubio y Váh, y de la frontera con Hungría.

## Demografía
| Año        | 1994 | 2004    | 2014    | 2024    |
| ---------- | ---- | ------- | ------- | ------- |
| Población  | 1468 | 1417    | 1383    | 1385    |
| Diferencia |      | −3,47 % | −2,39 % | +0,14 % |

| Año        | 2023 | 2024    |
| ---------- | ---- | ------- |
| Población  | 1392 | 1385    |
| Diferencia |      | −0,50 % |